# Galeopsis tetrahit
La canapetta comune (nome scientifico Galeopsis tetrahit L., 1753) è una piccola pianta erbacea dai fiori labiati appartenente alla famiglia delle Lamiaceae.

## Etimologia
Linneo nel 1753 nel creare il nome generico di queste piante ha pensato indubbiamente alla forma di “elmo” del labbro superiore della corolla. Galeopsis è un antico nome greco/latino (derivato da "galea" = casco) già usato da Gaio Plinio Secondo (Como, 23 – Stabiae, 25 agosto 79]), scrittore, ammiraglio e naturalista romano, per qualche pianta simile alle ortiche. L'epiteto specifico (tetrahit) significa "quattro volte" o anche "separato in quattro", probabilmente un nome generico usato in passato dal medico francese e botanico Matthias de l'Obel (1538-1616).
Il nome scientifico della specie è stato definito da Linneo (1707 – 1778), conosciuto anche come Carl von Linné, biologo e scrittore svedese considerato il padre della moderna classificazione scientifica degli organismi viventi, nella pubblicazione "Species Plantarum - 2: 579" del 1753.

## Descrizione

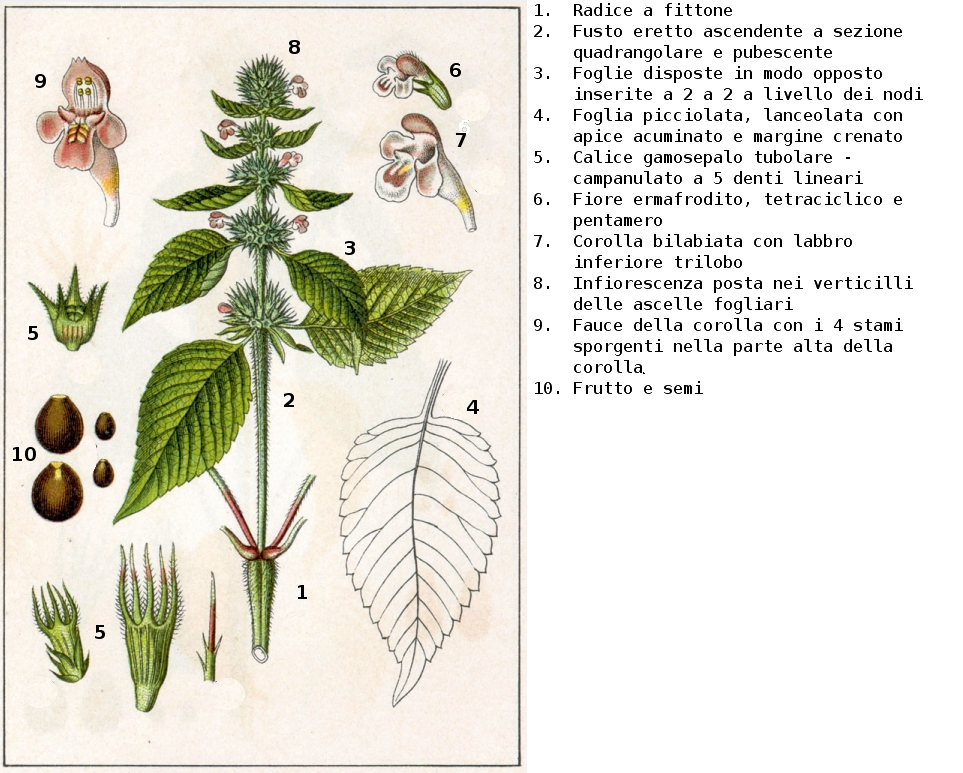
Descrizione delle parti della pianta

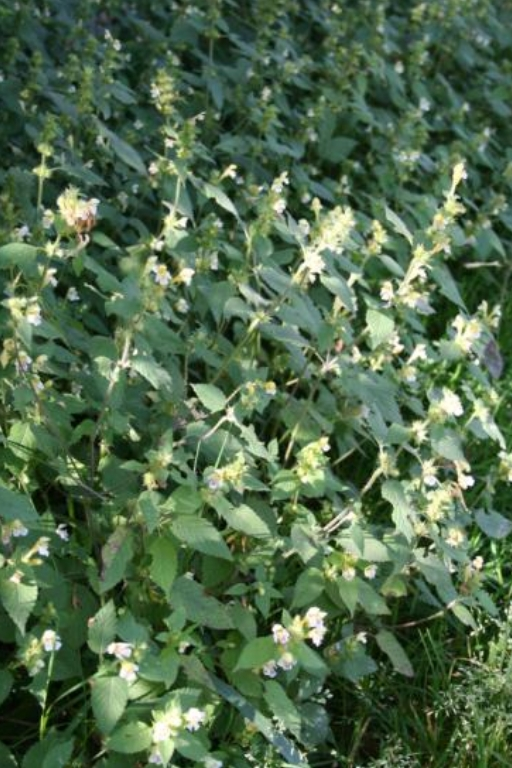
Il portamento

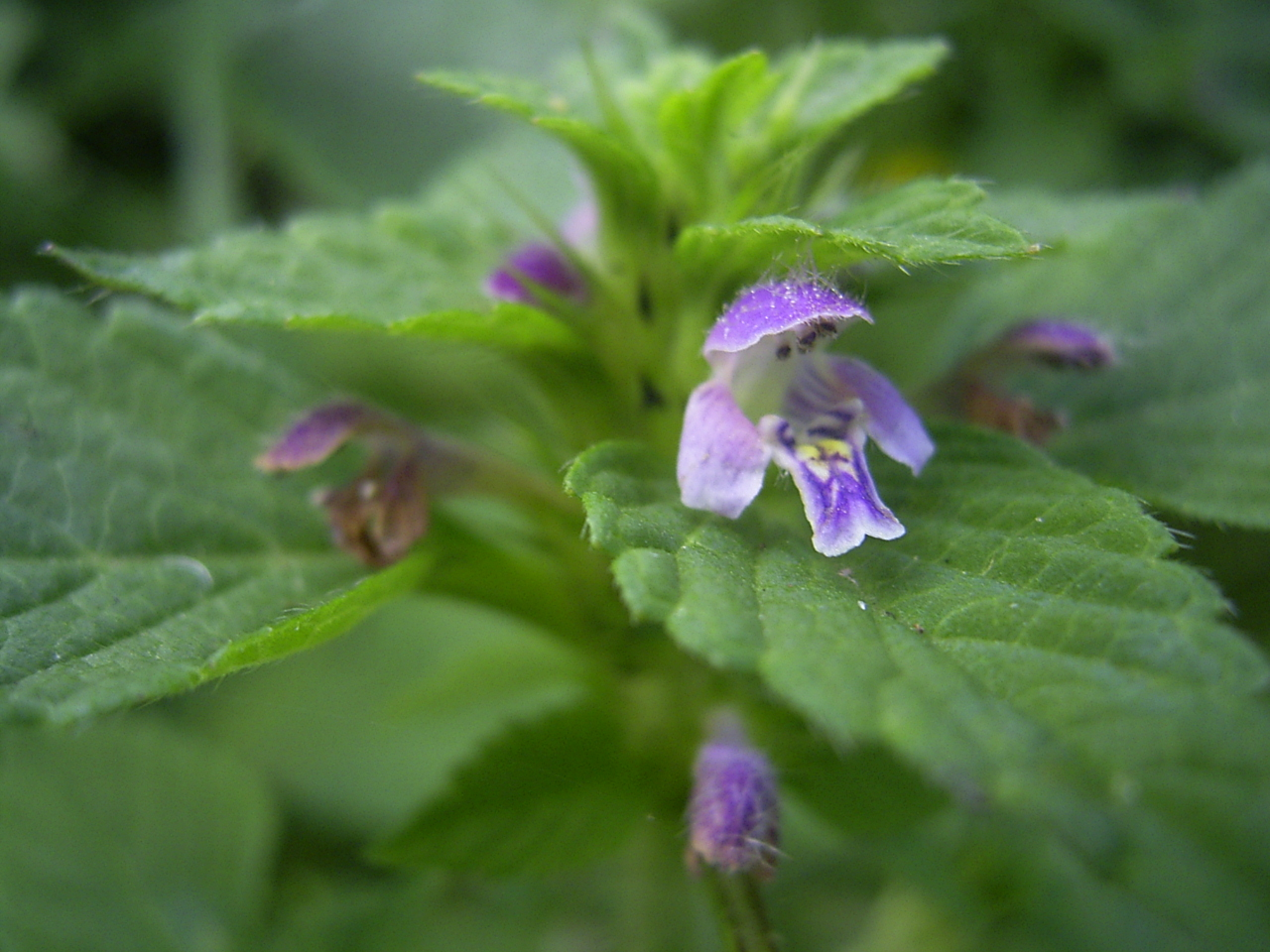
Le foglie

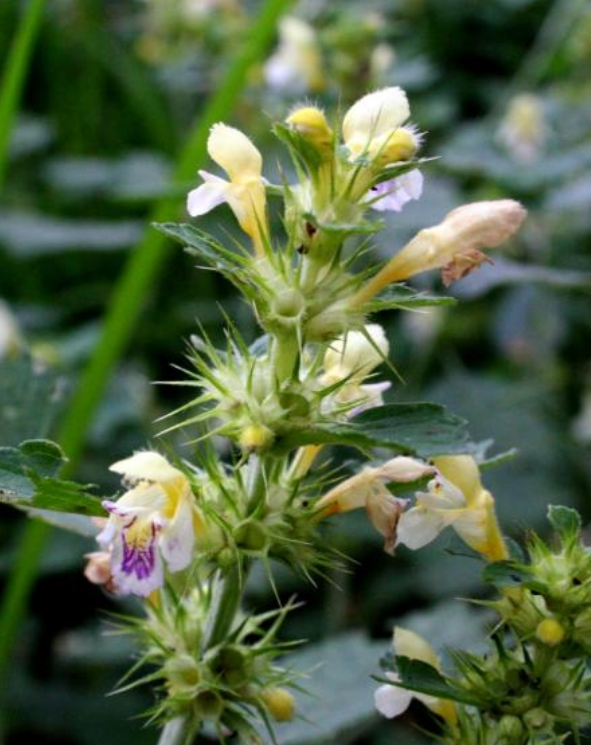
L'infiorescenza

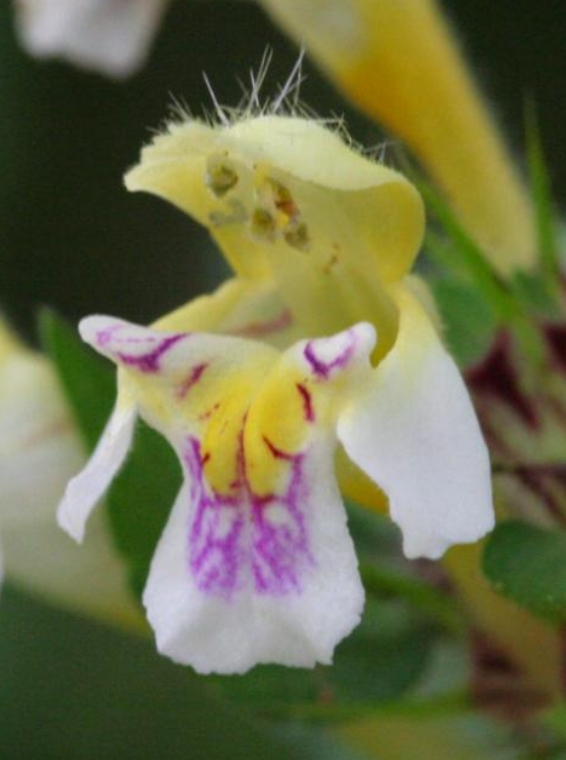
Il fiore

Questa specie di piante può raggiungere i 10 – 60 cm di altezza. La forma biologica è terofita scaposa (T scap), ossia in generale sono piante erbacee che differiscono dalle altre forme biologiche poiché, essendo annuali, superano la stagione avversa sotto forma di seme e sono munite di asse fiorale eretto e spesso privo di foglie.

### Radici
Le radici sono tipo fittone.

### Fusto
La parte aerea del fusto è eretta, ascendente; nella parte alta è ramosa e si presenta quasi corimbosa. La sezione del fusto è tetragona a causa della presenza di fasci di collenchima posti nei quattro vertici, mentre le quattro facce sono concave. Ai nodi il fusto è ingrossato-clavato (per accumulo di acqua) e ricoperto da setole patenti e spesso da brevi peli ghiandolari. In genere la pubescenza è distribuita sulle facce opposte alternativamente.

### Foglie
Le foglie sono picciolate ed hanno una forma più o meno ovale (ma anche lanceolata); hanno una disposizione opposta, ossia sono inserite a due a due a livello dei nodi; sono sub-pubescenti e il margine fogliare possiede 6 – 10 denti ottusi per lato; la base della foglia e allargata mentre l'apice è acuminato. Dimensioni delle foglie: lunghezza del picciolo 1 – 3 cm; larghezza della lamina 1 – 4 cm; lunghezza della lamina 5 – 8 cm. 

### Infiorescenza
L'infiorescenza è del tipo verticillata: i fiori (6 – 10) sono disposti nei verticilli delle ascelle fogliari. Alla base dell'infiorescenza sono presenti inoltre dei peli ghiandolari nerastri e a volte delle piccole brattee.

### Fiore
I fiori sono ermafroditi, zigomorfi (il calice è più o meno attinomorfo), tetraciclici (con i quattro verticilli fondamentali delle Angiosperme: calice– corolla – androceo – gineceo) e pentameri (calice e corolla sono formati da cinque elementi).
- Formula fiorale. Per questa specie la formula fiorale della famiglia è la seguente:[10][12]

X, K (5), [C (2+3), A 2+2], G (2), supero, drupa (4 nucole)
- Calice: il calice è gamosepalo a forma tubolare - campanulata con 5 denti lineari acuti. Dimensione del tubo 5 – 7 mm; lunghezza dei denti 4 – 6 mm.
- Corolla: la corolla e gamopetala e zigomorfa; può essere colorata di rosso, bianco o rosa; la forma è quella tipica delle “labiate”, ossia le fauci terminano con due labbra: quella superiore è simile ad un piccolo elmo molto peloso; quella inferiore è trilobata: i due lobi laterali sono un po' penduli; mentre quello centrale, più grande intero e quadrato, è diviso in due parti da una specie di carenatura e presenta delle screziature a vari colori (bianco – violetto – rosso nella variante rosa-bianca), in particolare al centro è sempre presenta una macchia chiara anche questa divisa in due parti. Dimensione della corolla 1 – 2,5 cm. Prima della fioritura la corolla è racchiusa nel calice.
- Androceo: l'androceo possiede quattro stami didinami e sporgenti dalla corolla e posizionati sotto il labbro superiore. I filamenti sono adnati alla corolla e leggermente pubescenti alla base. Le antere sono biloculari. Le teche sono più o meno distinte. La deiscenza è longitudinale per due valve. I granuli pollinici sono del tipo tricolpato o esacolpato.
- Gineceo: l'ovario (tetraloculare) è supero formato da 2 carpelli saldati (ovario bicarpellare). Lo stilo, inserito alla base dell'ovario (stilo ginobasico), ha lo stigma bifido.
- Fioritura: da giugno ad agosto (ottobre).

### Frutti
Il frutto (di tipo schizocarpo) è formato da quattro tetracheni sub – sferici (nucule)  inseriti nella parte bassa del calice.

## Riproduzione
- Impollinazione: l'impollinazione avviene tramite insetti (impollinazione entomogama) mediante ditteri, imenotteri, e lepidotteri (meno frequentemente).[9]
- Riproduzione: la fecondazione avviene fondamentalmente tramite l'impollinazione dei fiori (vedi sopra).
- Dispersione: i semi cadendo a terra sono dispersi soprattutto da insetti tipo formiche (disseminazione mirmecoria).

## Distribuzione e habitat

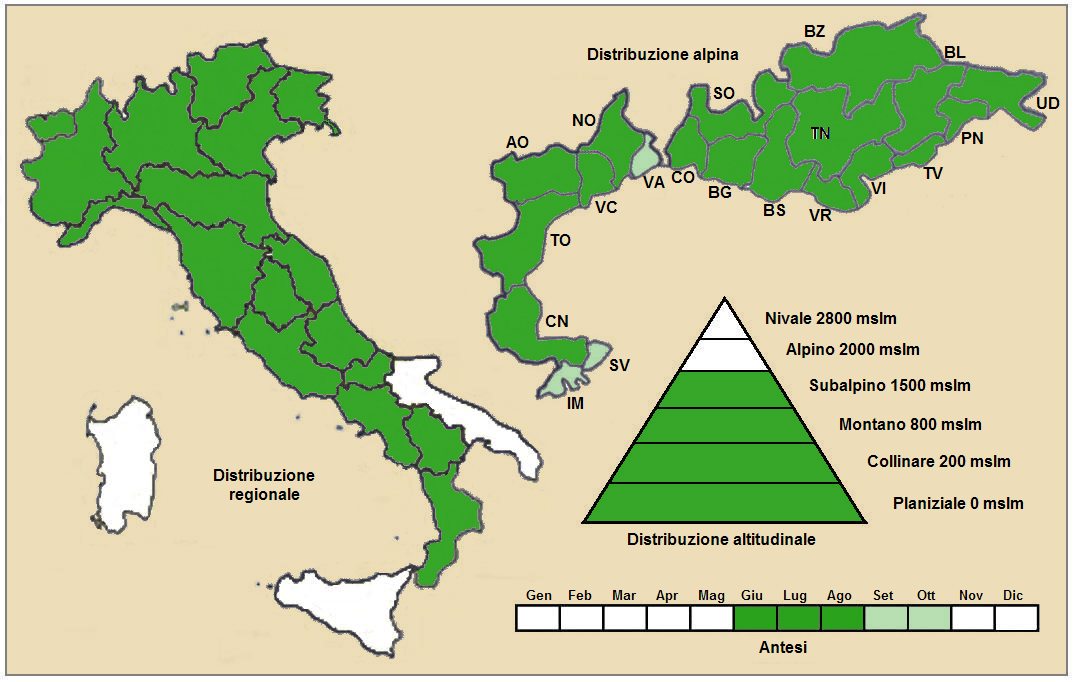
Distribuzione della pianta
(Distribuzione regionale – Distribuzione alpina)

- Geoelemento: il tipo corologico (area di origine) è Eurasiatico.
- Distribuzione: in Italia e comune su quasi tutto il territorio (a parte le isole). Si trova nelle Alpi e sugli altri rilievi europei collegati alle Alpi ad esclusione delle Alpi Dinariche.[16]
- Habitat: l'habitat preferito per questa pianta sono i luoghi in mezz'ombra, campi e margini dei boschi, ma anche macereti e zone detritiche. Il substrato preferito è calcareo ma anche siliceo con pH neutro, alti valori nutrizionali del terreno che deve essere mediamente umido.[16]
- Distribuzione altitudinale: sui rilievi queste piante si possono trovare fino a 2000 m s.l.m.; frequentano quindi i seguenti piani vegetazionali: collinare, montano e subalpino  (oltre a quello planiziale – a livello del mare).

### Fitosociologia

#### Areale alpino
Dal punto di vista fitosociologico alpino Galeopsis tetrahit appartiene alla seguente comunità vegetale:
- Formazione: comunità delle macro- e megaforbie terrestri

- Classe: Epilobietea angustifolii

#### Areale italiano
Per l'areale completo italiano Galeopsis tetrahit appartiene alla seguente comunità vegetale:
- Macrotipologia: vegetazione casmofitica, glareicola ed epifitica.

- Classe: Thlaspietea rotundifolii

- Ordine: Androsacetalia alpinae

- Alleanza: Galeopsion segetum

Descrizione: l'alleanza Galeopsion segetum è relativa alle comunità che si sviluppano su ghiaioni mobili con rocce da acide a neutre, in aree da collinari a montane, e rappresentano stadi pionieri e spesso lungamente durevoli. L'alleanza ha una distribuzione che si estende su tutta la parte subatlantica dell’Europa occidentale, in centro Europa, sulle Alpi e sui Carpazi.

## Tassonomia
La famiglia di appartenenza della specie (Lamiaceae), molto numerosa con circa 250 generi e quasi 7000 specie, ha il principale centro di differenziazione nel bacino del Mediterraneo e sono piante per lo più xerofile (in Brasile sono presenti anche specie arboree). Per la presenza di sostanze aromatiche, molte specie di questa famiglia sono usate in cucina come condimento, in profumeria, liquoreria e farmacia. Il genere Galeopsis si compone di qualche decina di specie, otto delle quali vivono in Italia e nell'ambito della famiglia sono descritte all'interno della sottofamiglia Lamioideae caratterizzata dallo stilo di tipo ginobasico e dal polline 3-colpato con 2 celle. Nelle classificazioni più vecchie la famiglia è chiamata Labiatae.
Il numero cromosomico di Galeopsis tetrahit è: 2n = 32..

### Variabilità e ibridi
La specie Galeopsis tetrahit è considerata allopoliploide derivata dall'ibrido fra Galeopsis speciosa e Galeopsis pubescens (come la specie Galeopsis bifida Boenn.). Alcune caratteristiche sono costanti, ma altre no come ad esempio:
- il portamento;
- la pelosità;
- il numero dei fiori per ciascun verticillastro;
- lo sviluppo più o meno evidente dei denti calicini;
- la dimensione della corolla;
- il colore della corolla (che va da rosa a rosso o quasi bianco).

La tabella seguente evidenzia alcune differenze morfologiche tra le varie specie ibridogene:
| Specie       | Tipo di pubescenza nell'infiorescenza            | Lunghezza della corolla                  | Morfologia del labbro inferiore |
| ------------ | ------------------------------------------------ | ---------------------------------------- | ------------------------------- |
| G. tetrahit  | setole patenti o riflesse                        | 15 – 20 mm                               | intero e più o meno quadrato    |
| G. bifida    | peli ghiandolari gialli                          | 10 – 15 mm con chiazze gialle alle fauci | retuso, bilobo o bifido         |
| G. speciosa  | setole patenti e pubescenza appressata (in alto) | 22 – 34 mm                               | intero                          |
| G. pubescens | densa                                            | 20 – 25 mm                               | intero o appena bilobo          |

### Sinonimi
Questa entità ha avuto nel tempo diverse nomenclature. L'elenco seguente indica alcuni tra i sinonimi più frequenti:
- Galeopsis alpicola Nyman
- Galeopsis beckii (K.Malý) Dalla Torre & Sarnth.
- Galeopsis crenatifolia Sennen
- Galeopsis gacognei Nyman
- Galeopsis glaucocerata P.Fourn.
- Galeopsis grandiflora Suter
- Galeopsis ionantha Borbás
- Galeopsis lactiflora Borbás
- Galeopsis laramberguei Martrin-Donos
- Galeopsis leucantha Jord.
- Galeopsis michelianae Turra
- Galeopsis neglecta Schult.
- Galeopsis nodosum (Moench) Gray
- Galeopsis persetosa Borbás
- Galeopsis praecox Jord.
- Galeopsis pseudotetrahit P.Fourn.
- Galeopsis reichenbachii Reut.
- Galeopsis silvestris Borbás
- Galeopsis subtatrensis Borbás
- Galeopsis tetrahit f. alba Farw.
- Galeopsis tetrahit f. albiflora House
- Galeopsis tetrahit var. arvensis Schltdl.
- Galeopsis tetrahit var. beckii K.Malý
- Galeopsis tetrahit subsp. glaucoserata P.Fourn.
- Galeopsis tetrahit var. idiotropa Briq.
- Galeopsis tetrahit var. lazistanica Briq.
- Galeopsis tetrahit subsp. praecox (Jord.) Rapin
- Galeopsis tetrahit var. praecox (Jord.) Gren.
- Galeopsis tetrahit subsp. reichenbachii (Reut.) Nyman
- Galeopsis tetrahit var. reichenbachii (Reut.) Rapin
- Galeopsis tetrahit var. sylvestris Schltdl.
- Galeopsis tetrahit var. tetrahit
- Galeopsis tetrahit subsp. verlotii (Jord.) Nyman
- Galeopsis tetrahit var. verlotii (Jord.) Briq.
- Galeopsis tetrahit var. vulgaris Gren.
- Galeopsis urticifolia Salisb.
- Galeopsis verlotii Jord.
- Ladanum tetrahit (L.) Kuntze
- Lamium tetrahit (L.) Crantz
- Tetrahit grandiflorum Gilib.
- Tetrahit leucanthum Fourr.
- Tetrahit navieri Fourr.
- Tetrahit nodosum Moench
- Tetrahit praecox (Jord.) Fourr.
- Tetrahit purpurascens Gilib.
- Tetrahit reichenbachii (Reut.) Fourr.

## Usi

### Farmacia
- Sostanze presenti: nelle varie parti della pianta si possono trovare delle sostanze amare di tipo glucosidico, resine, saponine, acido silicico e tannini.
- Proprietà curative: le piante di questa specie hanno proprietà antispasmodiche, espettoranti, diuretiche e astringenti. In particolare grazie al contenuto di acido silicico questa pianta è indicata nella cura della malattie dell'apparato respiratorio (contro la tosse in alcune zone si prepara una tisana con le foglie di questa pianta; in altri casi si preferisce una miscela con malva e timo); inoltre alcuni componenti come le saponine favoriscono l'eliminazione del catarro. L'impiego di queste sostanze va comunque sempre fatto con cautela e in base a precise conoscenze. La presenza di tannini indica un possibile uso esterno di tipo cosmetico ma anche come cura per pelli congestionate.
- Parti usate: le foglie e i fiori raccolti in principio della fioritura (giugno – agosto); le parti raccolte non devono essere troppo vicine al terreno (non meno di 10 cm da terra).[2][20]

### Industria
Dalla pianta è possibile ricavare fibre e olio.

## Altre notizie
- In alcune zone, particolarmente favorevoli allo sviluppo intensivo della “Canapetta comune”, questa pianta è considerata specie infestante in quanto può arrecare danni alle coltivazioni agricole poiché porta via spazio e sottrae prezioso azoto al terreno.
- Galeopsis tetrahit viene considerata una specie pioniera, ossia una pianta che facilmente colonizza per prima terreni di recente formazione (come quelli derivati da frane) in quanto sono piante in genere molto resistenti, hanno bisogno di quantità minime di sostanze nutrienti e uno strato relativamente sottile di terra e humus per sopravvivere.
- La Galeopside comune in altre lingue è chiamata nei seguenti modi:
- (DE)  Gewöhnlicher Hohlzahn
- (FR)  Galéopsis tétrahit
- (EN)  Common Hemp-nettle